# Kongeriget Castilien
Kongeriget Castilien var et af de middelalderlige kongeriger på Den Iberiske Halvø. Det opstod som et uafhængigt område i det 9. århundrede, hvor det blev kaldt grevskabet Castilien og var en vasalstat af Kongeriget León. Dets navn stammer fra den række af borge (Castillo på spansk), der er bygget i regionen. Det var et af kongerigerne der oprettede Castiliens krone, og Kongeriget Spanien.

## Våbenskjold for Castilien
Under Alfonso VIIIs styre, begyndte kongeriget at bruge kongeriget Castiliens talende våben, både i sine blasoneringer og i bannerne.